# Rio Novo (Janaúba)
Rio Novo é um bairro da cidade de Janaúba, localizado na região norte da cidade. Faz divisa com os bairros Veredas, Barbosas e Padre Eustáquio.